# Brånsjön
Brånsjön este o arie protejată (arie de protecție specială avifaunistică — SPA) din Suedia întinsă pe o suprafață de 320,9 ha, integral pe uscat.

## Localizare
Centrul sitului Brånsjön este situat la coordonatele 63°53′29″N 19°51′46″E / 63.8914°N 19.8629°E.

## Înființare
Situl Brånsjön a fost declarat arie de protecție specială avifaunistică în aprilie 2004 pentru a proteja 17 specii de animale.

## Biodiversitate
Situată în ecoregiunea boreală, aria protejată nu include niciun habitat protejat.
La baza desemnării sitului se află mai multe specii protejate de  păsări (17): gâscă de semănătură (Anser fabalis), ciuf de câmp (Asio flammeus), erete de stuf (Circus aeruginosus), erete vânăt (Circus cyaneus), lebădă de iarnă (Cygnus cygnus), presură de grădină (Emberiza hortulana), șoim de iarnă (Falco columbarius), cocor (Grus grus), pescăruș mic (Larus minutus), notatița cu ciocul subțire (Phalaropus lobatus), bătăuș (Philomachus pugnax), ploier auriu (Pluvialis apricaria), corcodel-urechiat (Podiceps auritus), cresteț pestriț (Porzana porzana), chiră de baltă (Sterna hirundo), Sterna paradisaea, fluierar de mlaștină (Tringa glareola).